# Per Olof Hallman
Per Olof Hallman, född 16 maj 1869 i Ödeshög, Östergötlands län, död 18 juli 1941 i Stockholm, var en svensk arkitekt, stadsplanerare och Stockholms förste stadsplanedirektör.

## Utbildning, anställningar och familj
Efter studentexamen i Linköping studerade Hallman vid Tekniska högskolan i Stockholm 1887–1890 och vid Konstakademien 1890–1893. Han blev e.o. tjänsteman vid Stockholms stads byggnadsnämnd 1894, ordinarie arkitekt där 1902, docent i stadsanläggningskonst vid Tekniska högskolan 1897 och arkitekt i Överintendentsämbetet 1906 (från 1918 Byggnadsstyrelsen) samt vice stadsarkitekt i Stockholm från 1913 och var chef för stadsplanekontoret 1921–1927.
Hallman gifte sig 1898 med Agnes Wessberg (1873–1960). Paret hade sex barn, däribland sportfiskaren Sven O. Hallman och Britta Hallman-Haggren, som var medförfattare till Stora kokboken. Makarna Hallman är begravda på Norra begravningsplatsen utanför Stockholm.

## Yrkesverksamhet

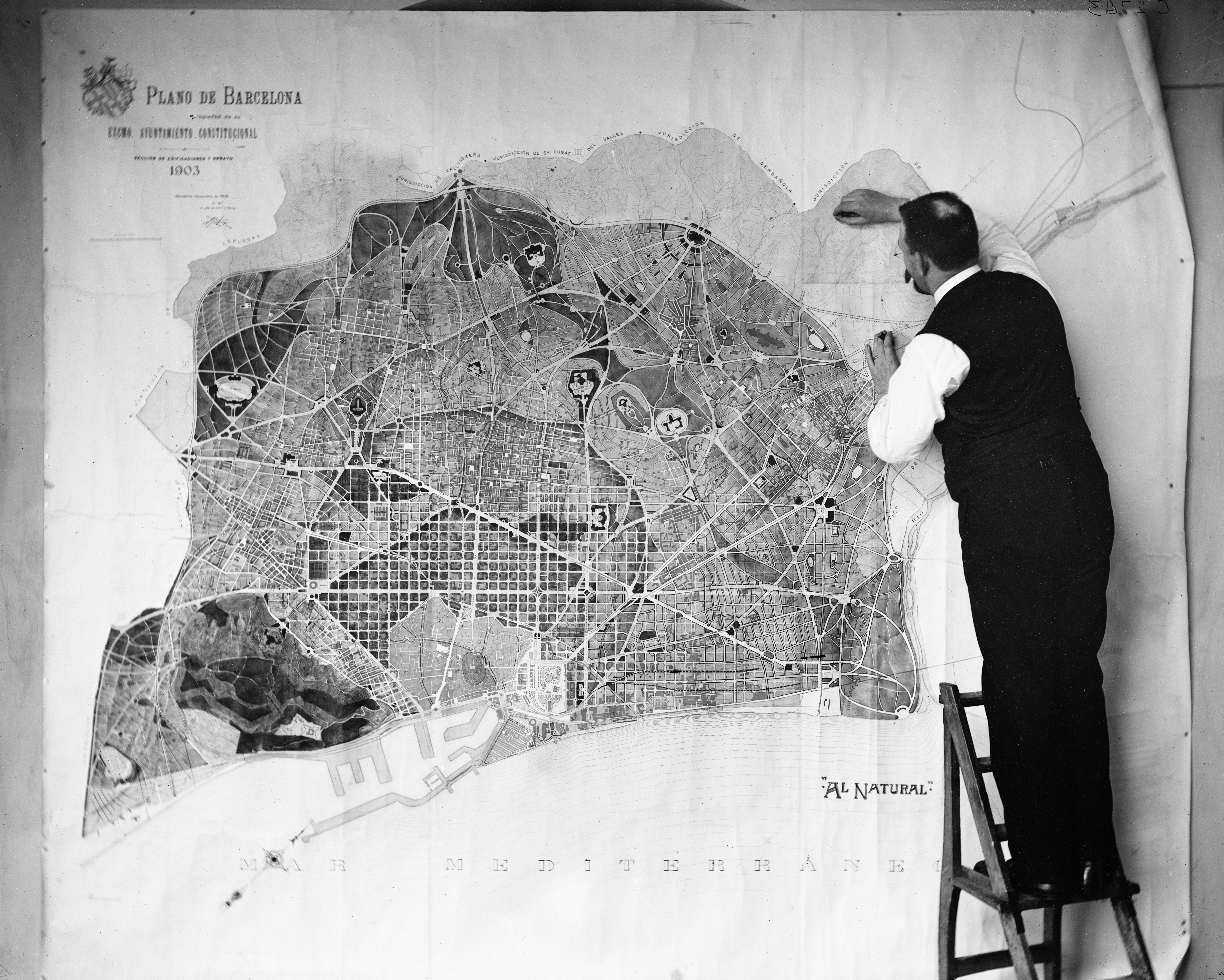
Hallman i arbete med Barcelonas stadsplan 1903.

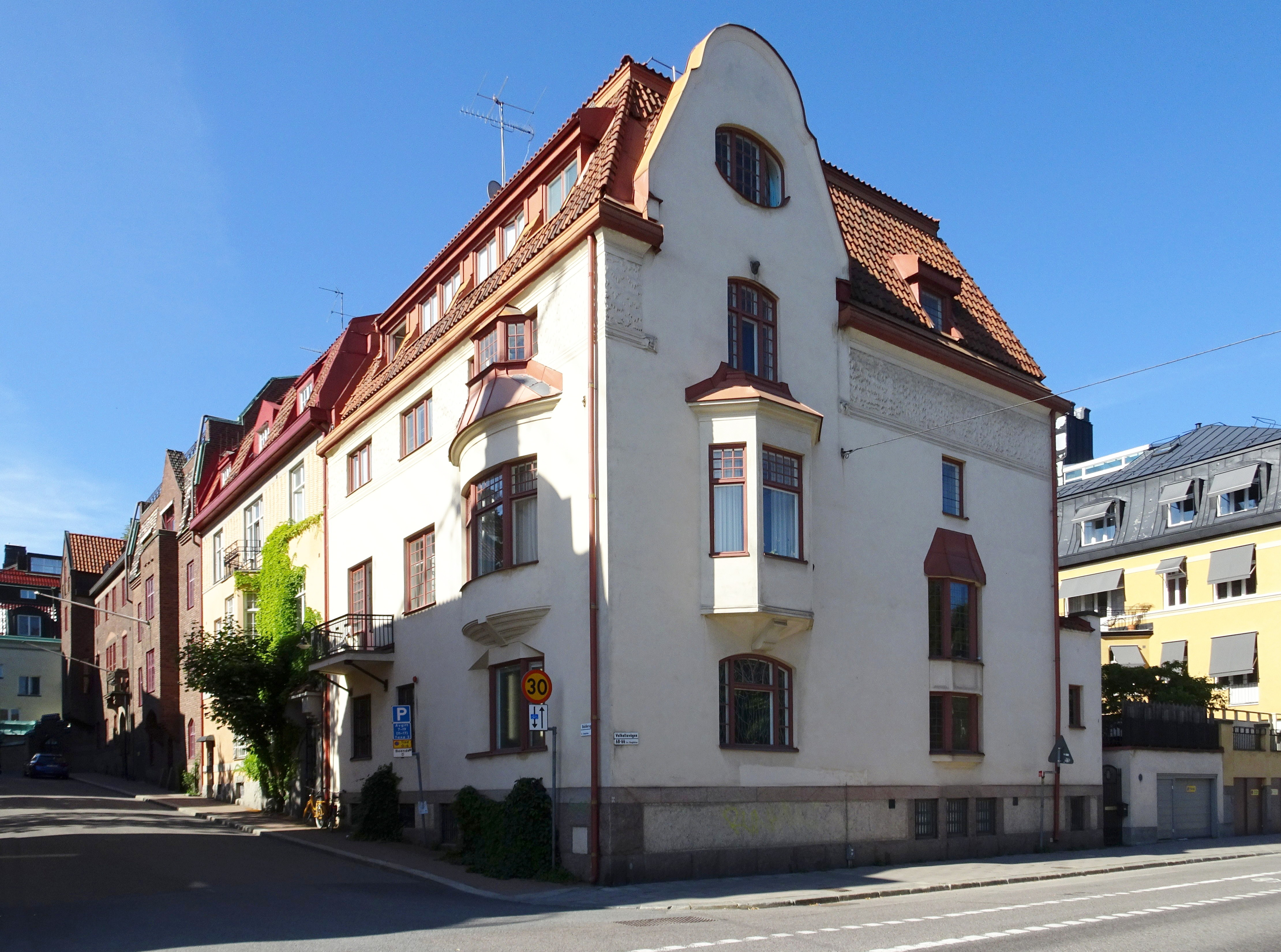
Den egna villan, Sånglärkan 6 i Lärkstaden, ritad av honom 1909.

Hallman var specialist på stadsplaner och ivrade för moderna och sunda idéer på detta område. År 1901 vann han tillsammans med Fredrik Sundbärg första pris för plan till en ny stadsdel i Göteborg, Johanneberg, och han uppgjorde planer för bland annat Kiruna, Kalix, Boden, Haparanda, Skellefteå, Robertsfors, Örnsköldsvik, Åre, Härnösand, Orsa, Ludvika, Sigtuna, Västerås, Södertälje, Vänersborg, Uddevalla, Särö, Kalmar, Umeå, Leksand, Lidingö och Nynäshamn samt i samarbete med Sundbärg för Gävle, Norrköping, Borås med flera städer.
Hallman upprättade även planer till delar av Stockholm, till utvidgning av Uppsala, Karlstad, Skövde, Jönköping och till flera villasamhällen. Han kallades riksbyggmästaren och var under tidigt 1900-tal även den dominerande gestalten i Stockholms planering, där han bland annat utformade Lärkstaden, Helgalunden, Röda bergen, Eriksberg, Diplomatstaden, Lilla Blecktornsparken, Gamla Enskede och Aspudden. Hallman var inspirerad av den österrikiske arkitekten Camillo Sitte, som vid 1800-talets slut förde fram en ny syn på stadsplanering som var mer medeltidsinspirerad.
Vid tävlingar i bland annat Helsingfors, Tammerfors och Trollhättan var Hallman prisdomare och han debatterade ofta i stadsplanefrågor. Han var även verksam som arkitekt och ritade Odd Fellow-ordens hus (färdigt 1900), Stiftelsen Wilhelm Govenii Minnes och AB Hemtrefnads byggnader, alla i Stockholm.
År 1912 fastställdes en av Hallman ritad stadsplan för Stockholms centrala delar, enligt vilken Sveavägen skulle dras vidare söderut. Söder om Mäster Samuelsgatan skulle den grena upp sig mot öst och väst och på så sätt bilda ett tresidigt stadsområde med ett sexsidigt kvarter i mitten, kallat Guldklimpen (officiellt kvarteret Hoven). Planen förverkligades aldrig, men långt senare, inom ramen för Norrmalmsregleringen, kom planen att genomföras i stora drag, med undantag för förgreningen, enligt Hallmans förslag. Guldklimpen blev sedermera till Sveaplatsen, men detta namn förverkligades aldrig – man valde i stället namnet Sergels torg.
År 1927 löpte Hallmans förordnande som stadsplanedirektör i Stockholm ut, men hans uppdrag förlängdes inte utan stadsplanenämnden valde att istället erbjuda befattningen åt Albert Lilienberg, vid denna tid mest ansedde stadsplaneraren i landet, som hade motsvarande tjänst i Göteborg.

### Hallmans stadsplaner (urval)

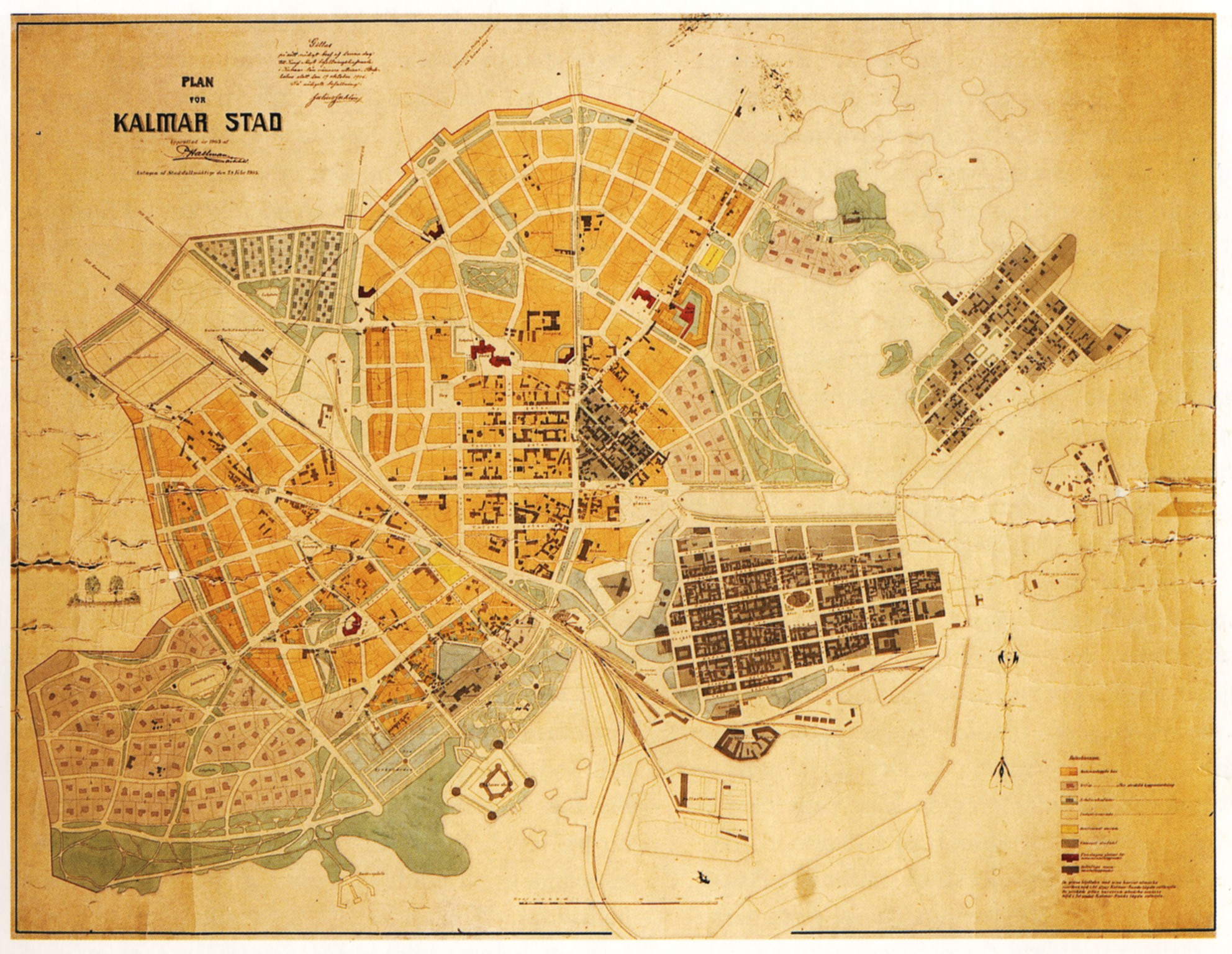
Stadsplan för Kalmar 1906.
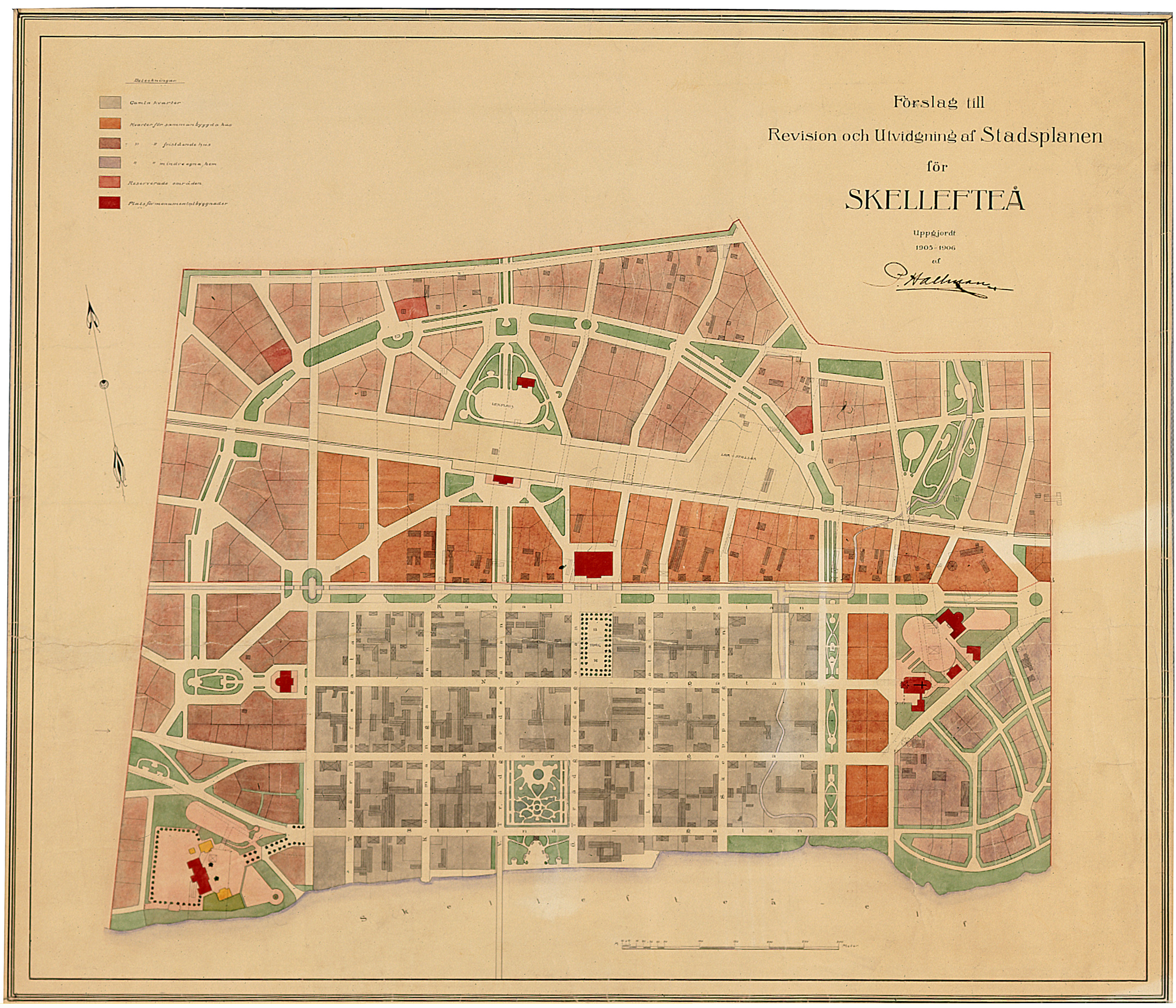
Stadsplan för Skellefteå 1905.
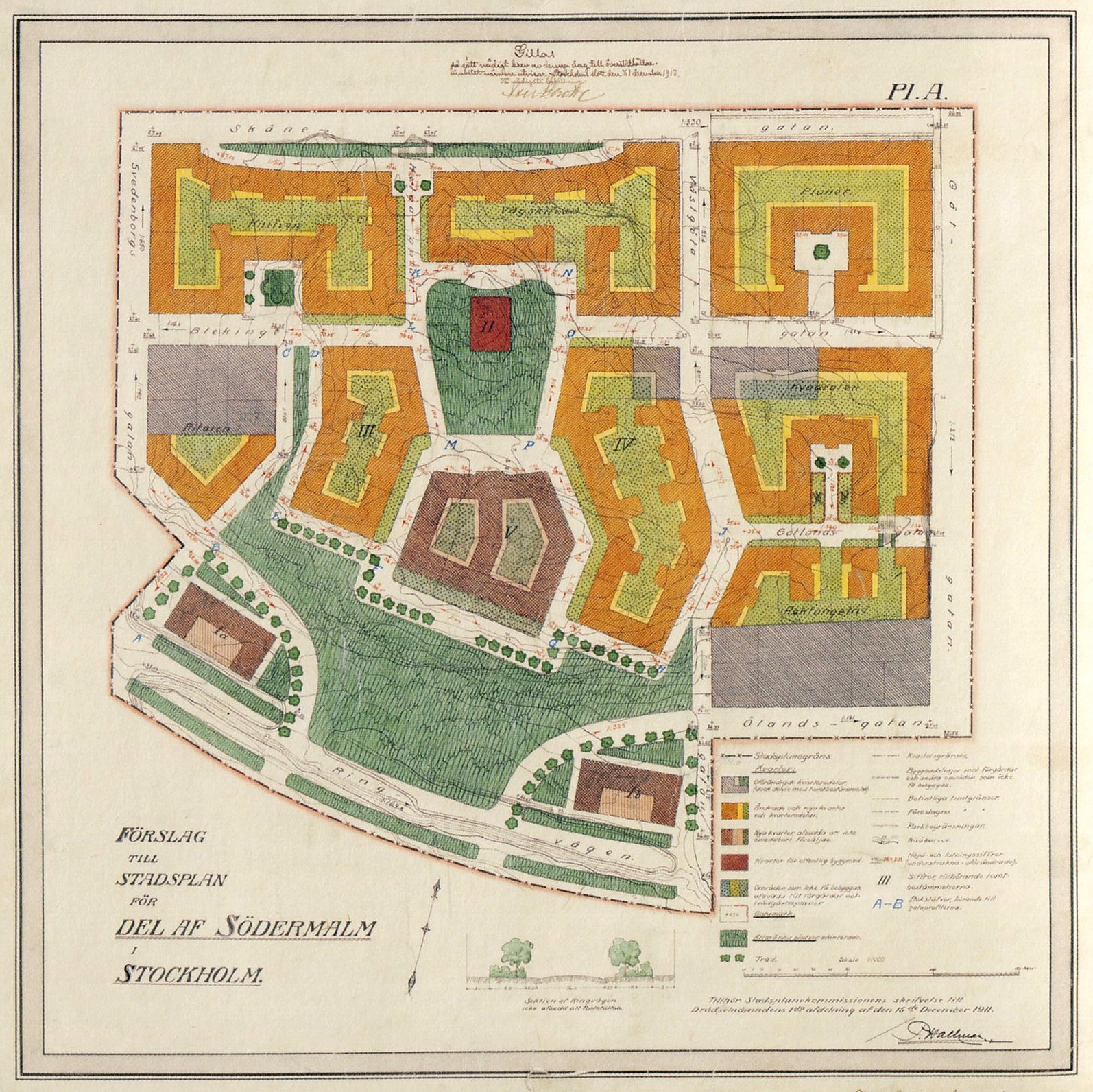
Stadsplan över Helgalunden, Södermalm i Stockholm.
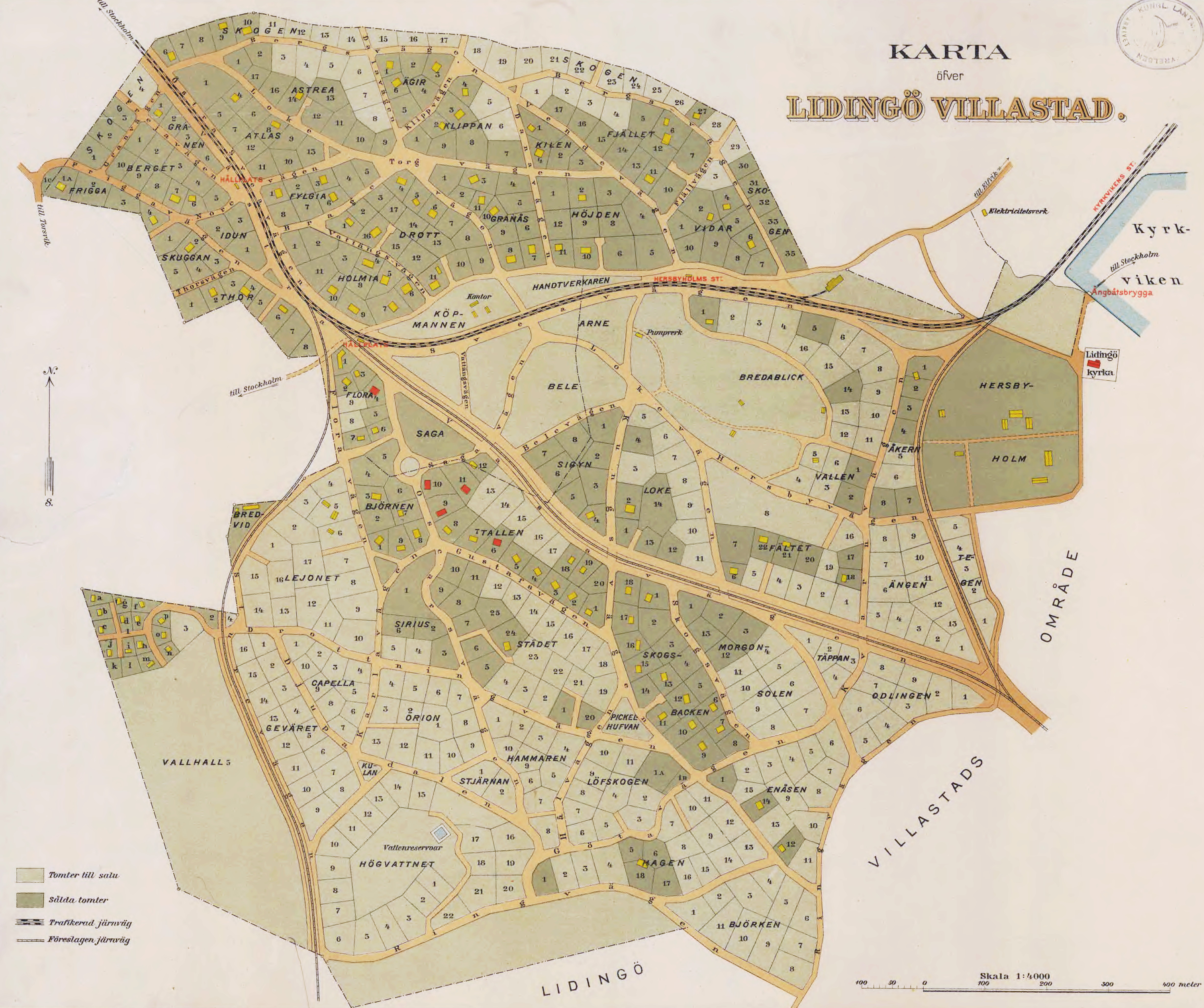
Stadsplan för Lidingö villastad.
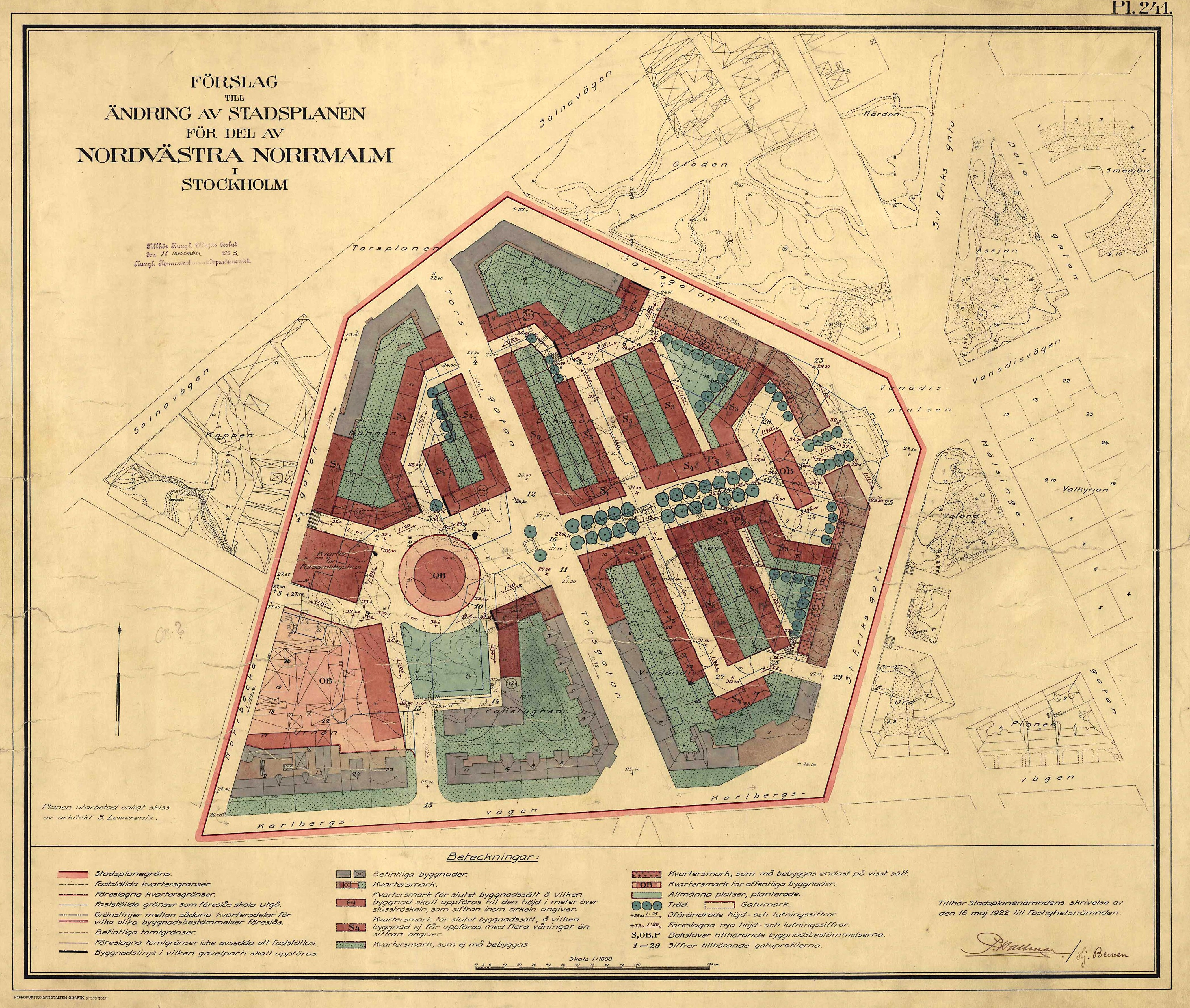
Stadsplan för Röda bergen, Vasastaden i Stockholm 1922.

### Av Hallman ritade byggnader (urval)

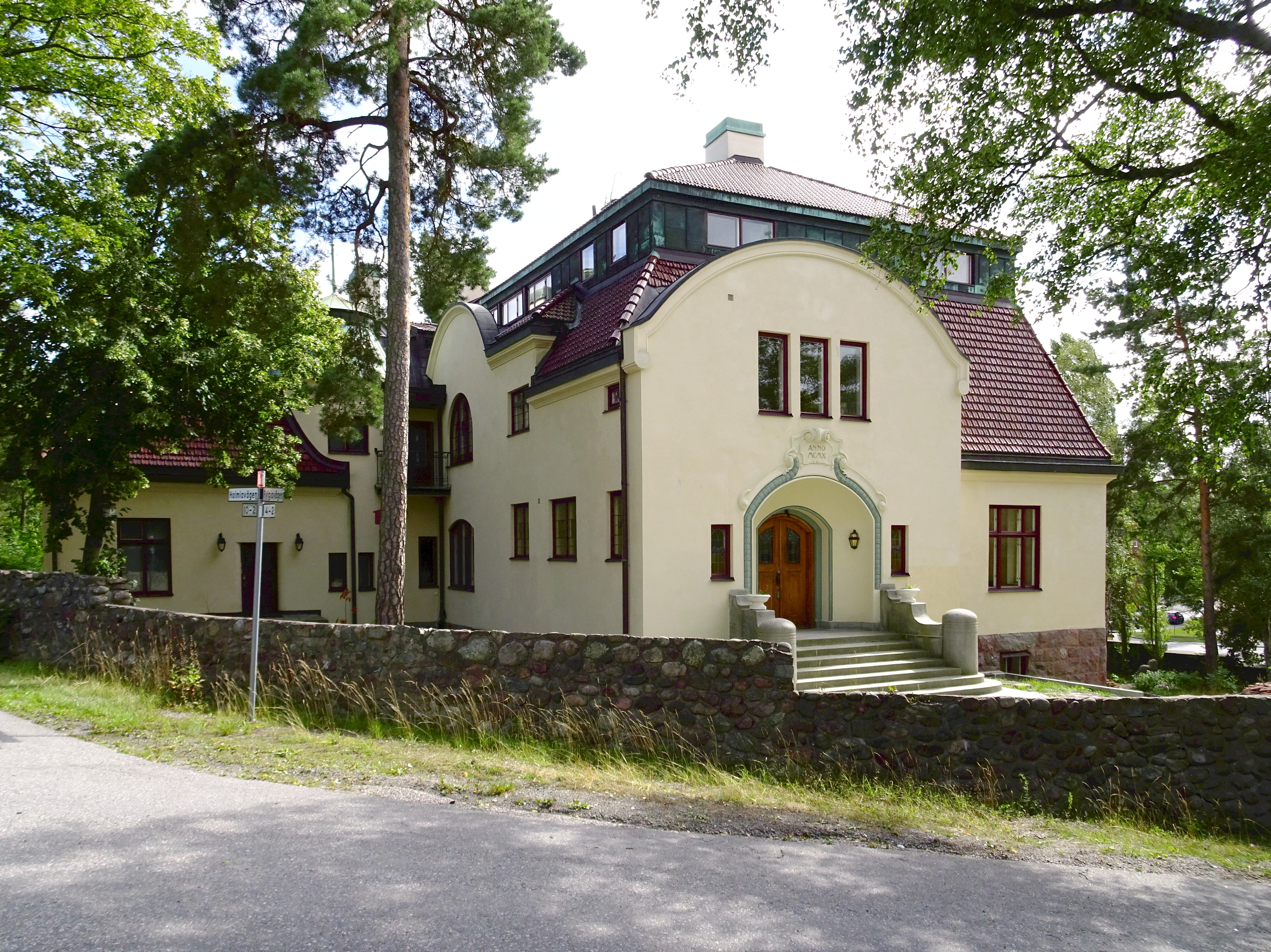
Villa Oldenburg, Lidingö.
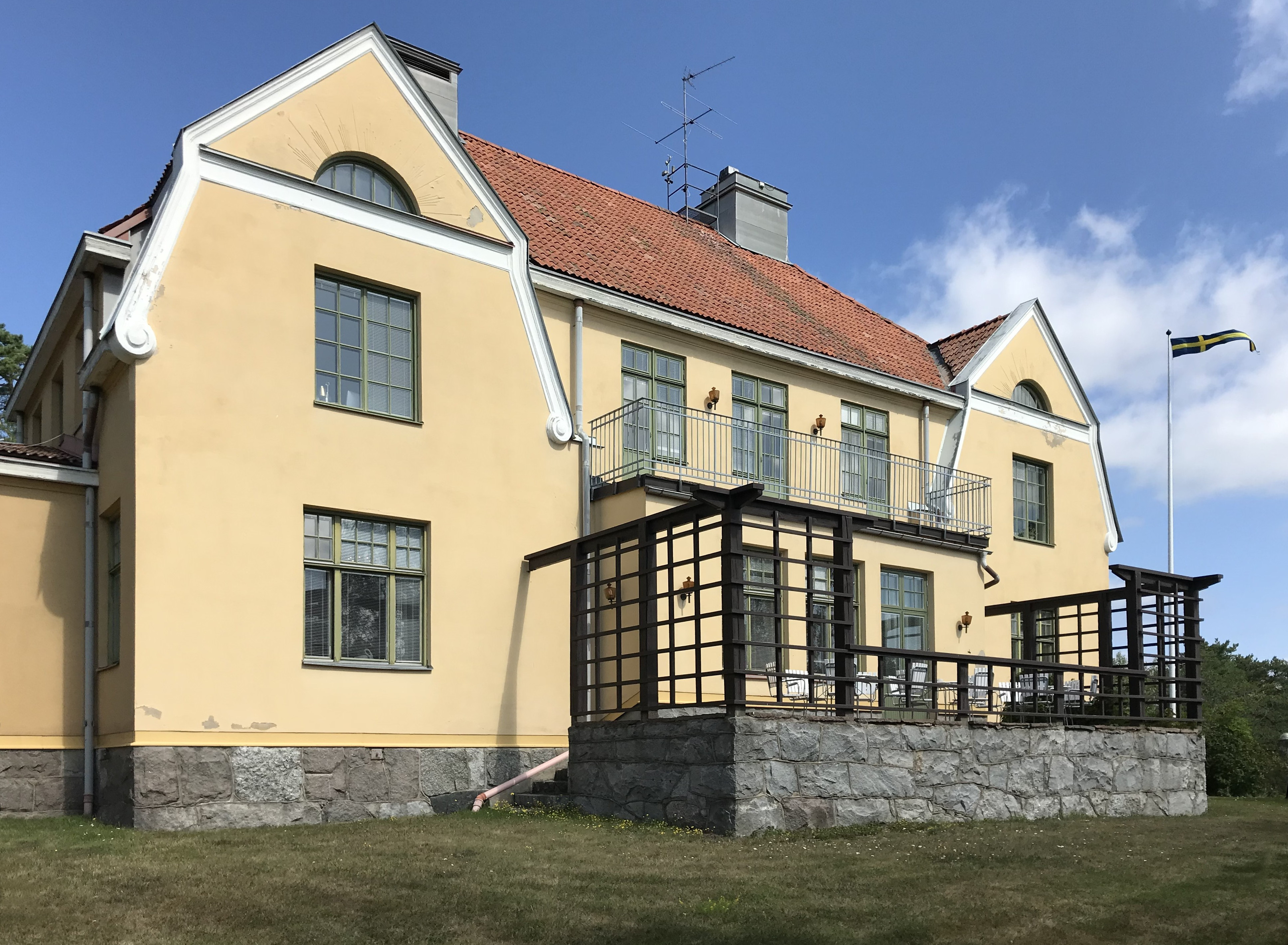
Grönsta prästgård, Lidingö.
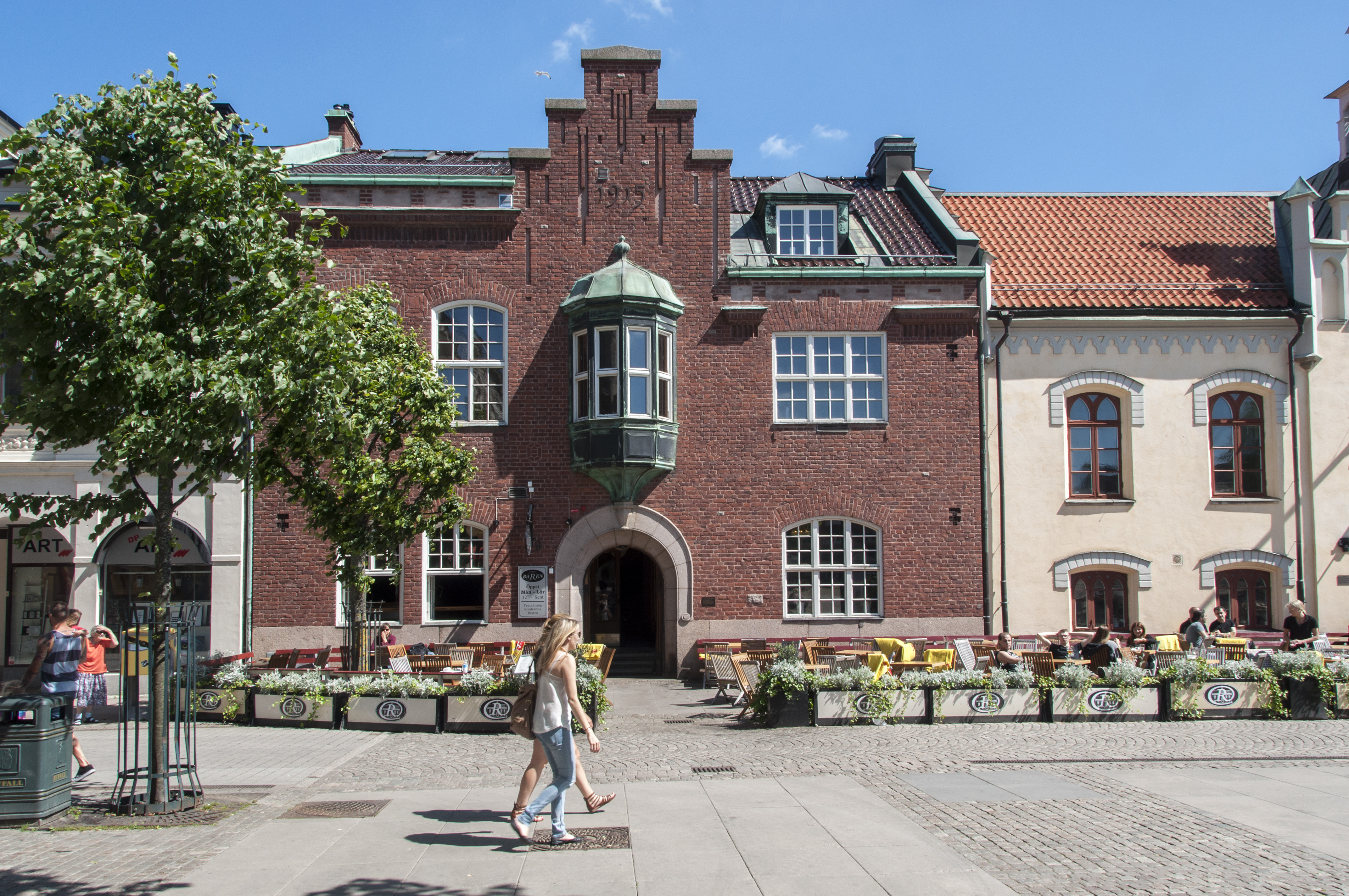
Kanslihuset, Skövde.
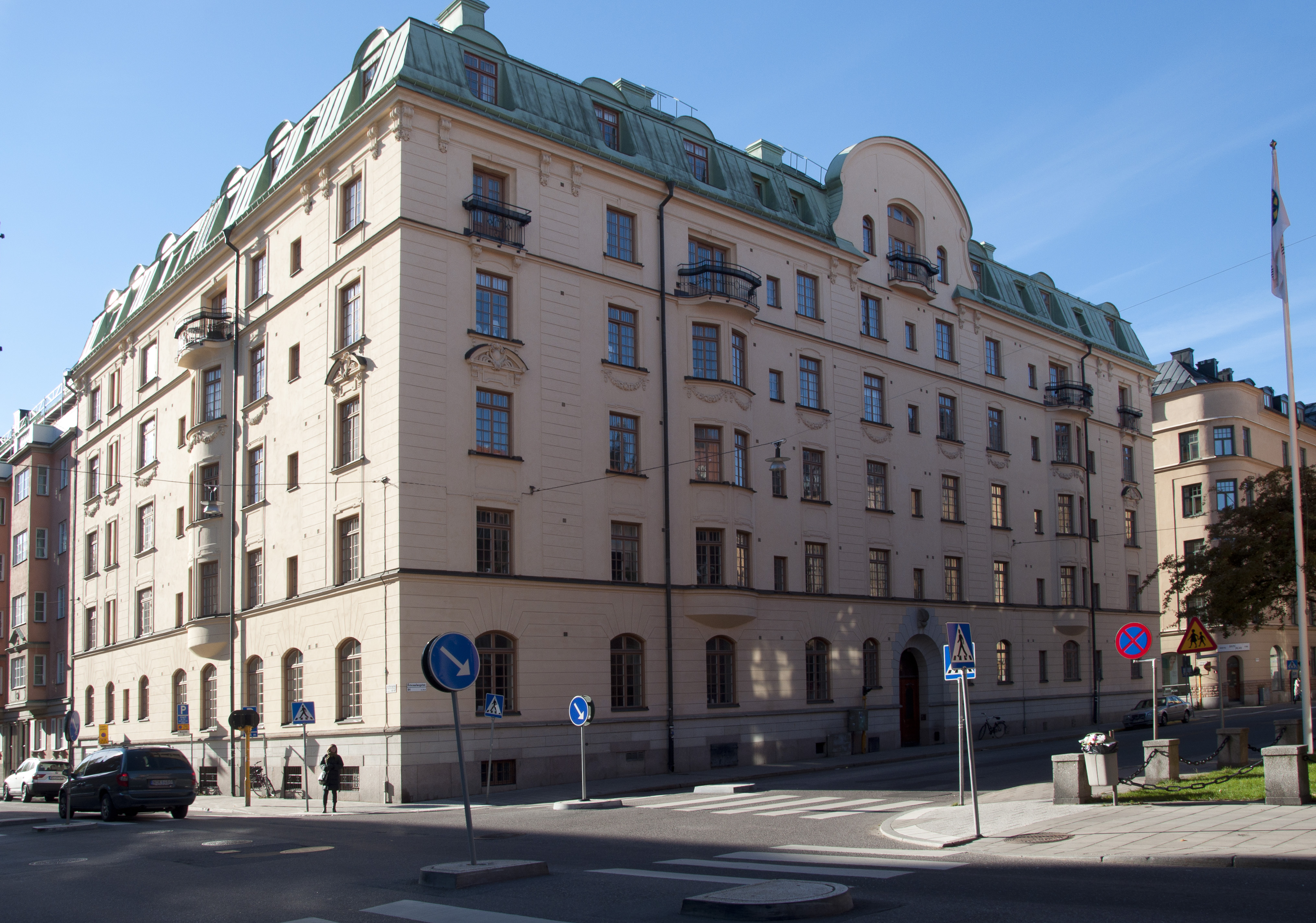
Östermalmsgatan 84, Stockholm.

### Noter

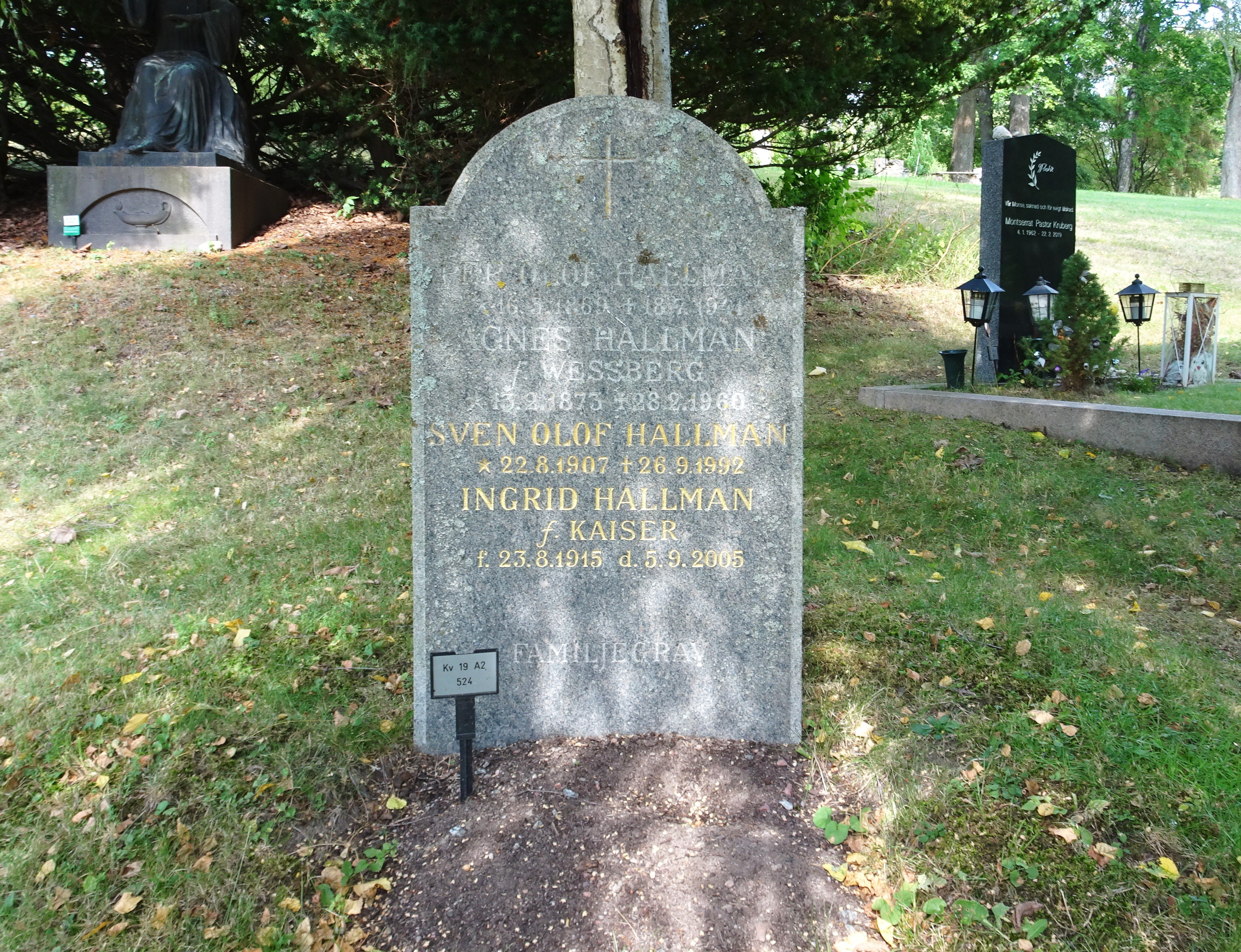
Per Olof Hallmans familjegrav på Norra begravningsplatsen.